# کلتنر (میزوری)
کلتنر (به انگلیسی: Keltner) یک منطقهٔ مسکونی در ایالات متحده آمریکا است که در میزوری واقع شده‌است. کلتنر ۳۳۳ متر بالاتر از سطح دریا واقع شده‌است.